# The Game Tour
The Game Tour — концертний тур британського рок-гурту «Queen» на підтримку їхнього успішного альбому «The Game» 1980 року. У цьому турі гурт вперше виступив на південноамериканських стадіонах на початку 1981 року. У Буенос-Айресі, «Queen» зібрали 300 000 чоловік — найбільшій концертній натовп в історії Аргентини у 1982 році. У Сан-Паулу, в Бразилії, відвідуваність була 131,000 і 120,000 чоловік протягом двох ночей поспіль. Це був єдиний тур «Queen» у Венесуелі, де вони повинні були відіграти 5 концертів у столиці країни Каракасі. Однак після третього виступу уряд Венесуели оголосив 8-денний національний траур у зв'язку зі смертю колишнього президента Венесуели Ромуло Бетанкура. Два концерти, що залишилися, було скасовано, а всі квитки повернули більш ніж 50 000 розчарованим фанам.

## Список виступів
| Дата              | Місто           | Країна            | Місце проведення                       |
| ----------------- | --------------- | ----------------- | -------------------------------------- |
| Північна Америка  |                 |                   |                                        |
| 30 червня 1980    | Ванкувер        | Канада            | PNE Coliseum                           |
| 1 липня 1980      | Сіетл           | США               | Seattle Center Coliseum                |
| 2 липня 1980      | Портленд        | США               | Portland Memorial Coliseum             |
| 5 липня 1980      | Сан-Дієго       | США               | San Diego Sports Arena                 |
| 6 липня 1980      | Темпі           | США               | Compton Terrace                        |
| 8 липня 1980      | Інглвуд         | США               | The Forum                              |
| 9 липня 1980      | Інглвуд         | США               | The Forum                              |
| 11 липня 1980     | Інглвуд         | США               | The Forum                              |
| 12 липня 1980     | Інглвуд         | США               | The Forum                              |
| 13 липня 1980     | Окленд          | США               | Oracle Arena                           |
| 14 липня 1980     | Окленд          | США               | Oracle Arena                           |
| 5 серпня 1980     | Мемфіс          | США               | Mid-South Coliseum                     |
| 6 серпня 1980     | Батон-Руж       | США               | Riverside Centroplex                   |
| 8 серпня 1980     | Оклахома-Сіті   | США               | Myriad Convention Center               |
| 9 серпня 1980     | Даллас          | США               | Reunion Arena                          |
| 10 серпня 1980    | Х'юстон         | США               | Lakewood Church Central Campus         |
| 12 серпня 1980    | Атланта         | США               | Omni Coliseum                          |
| 13 серпня 1980    | Шарлотт         | США               | Bojangles' Coliseum                    |
| 14 серпня 1980    | Грінсборо       | США               | Greensboro Coliseum                    |
| 16 серпня 1980    | Чарлстон        | США               | Charleston Civic Center                |
| 17 серпня 1980    | Індіанаполіс    | США               | Market Square Arena                    |
| 20 серпня 1980    | Хартфорд        | США               | Hartford Civic Center                  |
| 22 серпня 1980    | Філадельфія     | США               | Spectrum                               |
| 23 серпня 1980    | Балтімор        | США               | Baltimore Civic Center                 |
| 24 серпня 1980    | Піттсбург       | США               | Civic Arena                            |
| 26 серпня 1980    | Провіденс       | США               | Providence Civic Center                |
| 27 серпня 1980    | Портленд        | США               | Cumberland County Civic Center         |
| 29 серпня 1980    | Монреаль        | Канада            | Montreal Forum                         |
| 30 серпня 1980    | Торонто         | Канада            | Exhibition Stadium                     |
| 31 серпня 1980    | Рочестер        | США               | Rochester Community War Memorial Arena |
| 2 вересня 1980    | Нью-Гейвен      | США               | New Haven Memorial Coliseum            |
| 3 вересня 1980    | Бостон          | США               | Boston Garden                          |
| 5 вересня 1980    | Лексінгтон      | США               | Rupp Arena                             |
| 9 вересня 1980    | Медісон         | США               | Dane County Coliseum                   |
| 10 вересня 1980   | Мілвокі         | США               | UW–Milwaukee Panther Arena             |
| 11 вересня 1980   | Індіанаполіс    | США               | Market Square Arena                    |
| 12 вересня 1980   | Канзас-Сіті     | США               | Kemper Arena                           |
| 13 вересня 1980   | Омаха           | США               | Omaha Civic Auditorium                 |
| 14 вересня 1980   | Сент-Пол        | США               | St. Paul Civic Center                  |
| 16 вересня 1980   | Еймс            | США               | Hilton Coliseum                        |
| 17 вересня 1980   | Сент-Луїс       | США               | Checkerdome                            |
| 19 вересня 1980   | Роузмонт        | США               | Rosemont Horizon                       |
| 20 вересня 1980   | Детройт         | США               | Joe Louis Arena                        |
| 21 вересня 1980   | Клівленд        | США               | Coliseum at Richfield                  |
| 23 вересня 1980   | Гленс-Фоллс     | США               | Glens Falls Civic Center               |
| 24 вересня 1980   | Сірак'юс        | США               | Onondaga War Memorial                  |
| 26 вересня 1980   | Бостон          | США               | Boston Garden                          |
| 28 вересня 1980   | Нью-Йорк        | США               | Madison Square Garden                  |
| 29 вересня 1980   | Нью-Йорк        | США               | Madison Square Garden                  |
| 30 вересня 1980   | Нью-Йорк        | США               | Madison Square Garden                  |
| 1 жовтня 1980     | Нью-Йорк        | США               | Madison Square Garden                  |
| Європа            |                 |                   |                                        |
| 23 листопада 1980 | Цюрих           | Швейцарія         | Hallenstadion                          |
| 25 листопада 1980 | Париж           | Франція           | La Rotonde du Bourget                  |
| 26 листопада 1980 | Кельн           | Західна Німеччина | Sporthalle                             |
| 27 листопада 1980 | Лейден          | Нідерланди        | Groenoordhallen                        |
| 29 листопада 1980 | Ессен           | Західна Німеччина | Grugahalle                             |
| 30 листопада 1980 | Західний Берлін | Західна Німеччина | Deutschlandhalle                       |
| 1 грудня 1980     | Бремен          | Західна Німеччина | Stadthalle Bremen                      |
| 5 грудня 1980     | Бірмінгем       | Англія            | National Exhibition Centre             |
| 6 грудня 1980     | Бірмінгем       | Англія            | National Exhibition Centre             |
| 8 грудня 1980     | Лондон          | Англія            | Wembley Arena                          |
| 9 грудня 1980     | Лондон          | Англія            | Wembley Arena                          |
| 10 грудня 1980    | Лондон          | Англія            | Wembley Arena                          |
| 12 грудня 1980    | Брюссель        | Бельгія           | Forest National                        |
| 13 грудня 1980    | Брюссель        | Бельгія           | Forest National                        |
| 14 грудня 1980    | Франкфурт       | Західна Німеччина | Festhalle Frankfurt                    |
| 16 грудня 1980    | Страсбург       | Франція           | Rhénus Hall                            |
| 18 грудня 1980    | Мюнхен          | Західна Німеччина | Olympiahalle                           |
| Азія              |                 |                   |                                        |
| 12 лютого 1981    | Токіо           | Японія            | Nippon Budokan                         |
| 13 лютого 1981    | Токіо           | Японія            | Nippon Budokan                         |
| 16 лютого 1981    | Токіо           | Японія            | Nippon Budokan                         |
| 17 лютого 1981    | Токіо           | Японія            | Nippon Budokan                         |
| 18 лютого 1981    | Токіо           | Японія            | Nippon Budokan                         |
| 19 лютого 1981    | Токіо           | Японія            | Nippon Budokan                         |
| Латинська Америка |                 |                   |                                        |
| 28 лютого 1981    | Буенос-Айрес    | Аргентина         | Estadio José Amalfitani                |
| 1 березня 1981    | Буенос-Айрес    | Аргентина         | Estadio José Amalfitani                |
| 4 березня 1981    | Мар-дель-Плата  | Аргентина         | Estadio José María Minella             |
| 6 березня 1981    | Росаріо         | Аргентина         | Estadio Gigante de Arroyito            |
| 8 березня 1981    | Буенос-Айрес    | Аргентина         | Estadio José Amalfitani                |
| 13 березня 1981   | Порту-Алегрі    | Бразилія          | Estádio Olímpico Monumental            |
| 19 березня 1981   | Ріо-де-Жанейро  | Бразилія          | Maracanã Stadium                       |
| 20 березня 1981   | Сан-Паулу       | Бразилія          | Estádio do Morumbi                     |
| 21 березня 1981   | Сан-Паулу       | Бразилія          | Estádio do Morumbi                     |
| 24 березня 1981   | Сантьяго        | Чилі              | Estadio Nacional                       |
| 25 вересня 1981   | Каракас         | Венесуела         | Poliedro de Caracas                    |
| 26 вересня 1981   | Каракас         | Венесуела         | Poliedro de Caracas                    |
| 27 вересня 1981   | Каракас         | Венесуела         | Poliedro de Caracas                    |
| 29 вересня 1981   | Каракас         | Венесуела         | Poliedro de Caracas                    |
| 30 вересня 1981   | Каракас         | Венесуела         | Poliedro de Caracas                    |
| 9 жовтня 1981     | Монтеррей       | Мексика           | Estadio Universitario                  |
| 10 жовтня 1981    | Монтеррей       | Мексика           | Estadio Universitario                  |
| 13 жовтня 1981    | Гваделахара     | Мексика           | Estadio Jalisco                        |
| 14 жовтня 1981    | Гваделахара     | Мексика           | Estadio Jalisco                        |
| 15 жовтня 1981    | Гваделахара     | Мексика           | Estadio Jalisco                        |
| 16 жовтня 1981    | Гваделахара     | Мексика           | Estadio Jalisco                        |
| 17 жовтня 1981    | Пуебла          | Мексика           | Estadio Ignacio Zaragoza               |
| 18 жовтня 1981    | Пуебла          | Мексика           | Estadio Ignacio Zaragoza               |
| 19 жовтня 1981    | Мехіко          | Мексика           | невідомо                               |
| Північна Америка  |                 |                   |                                        |
| 24 листопада 1981 | Монреаль        | Канада            | Montreal Forum                         |
| 25 листопада 1981 | Монреаль        | Канада            | Montreal Forum                         |

Перенесені виступи
| 16 серпня 1980 | Battersea Park Open Air      | Нью-Йорк    | Перенесено на Charleston Civic Center                     |
| 17 серпня 1980 | Riverfront Coliseum          | Цинциннаті  | Перенесено на Market Square Arena                         |
| 24 серпня 1980 | Hartford Civic Center        | Хартфорд    | Перенесено на 20 серпня 1980                              |
| 26 серпня 1980 | Baltimore Civic Center       | Балтімор    | Перенесено на 23 серпня 1980                              |
| 27 серпня 1980 | Spectrum                     | Філадельфія | Перенесено на 22 серпня 1980                              |
| 31 серпня 1980 | Pittsburgh Civic Center      | Піттсбург   | Перенесено на 24 серпня 1980                              |
| 4 березня 1981 | Estadio Mario Alberto Kempes | Кордова     | Перенесено на Estadio José María Minella в Мар-Дель-Платі |

## Список пісень
| Північна Америка 1. Intro 2. "Jailhouse Rock" 3. "We Will Rock You" 4. "Let Me Entertain You" 5. "Need Your Loving Tonight" (відкинута після 13 серпня 1980) 6. "Play The Game" 7. "Mustapha" 8. "Death on Two Legs" 9. "Killer Queen" 10. "I'm In Love With My Car" 11. "Somebody To Love" (відкинута після 14 серпня 1980) 12. "Get Down, Make Love" 13. "You're My Best Friend" 14. "Save Me" 15. "Now I'm Here" 16. "Dragon Attack" (додано 26 серпня 1980) 17. "Now I'm Here" 18. "Rock It (Prime Jive)" (відкинута після 11 липня 1980) 19. "Love Of My Life" 20. "Keep Yourself Alive" 21. Drum/Guitar Solos 22. "Brighton Rock" (finale) 23. "Crazy Little Thing Called Love" 24. "Bohemian Rhapsody" 25. "Tie Your Mother Down" Виступ на біс: 1. "Another One Bites The Dust" (додано 17 серпня 1980) 2. "Sheer Heart Attack" Виступ на біс: 1. "We Will Rock You" 2. "We Are the Champions" 3. "God Save the Queen" Інші пісні: 1. "'39" (зіграна частина 29 вересня 1980) | Європа 1. Intro 2. "Jailhouse Rock" 3. "We Will Rock You (Fast)" 4. "Let Me Entertain You" 5. "Play the Game" 6. "Mustapha" 7. "Death on Two Legs" 8. "Killer Queen" 9. "I'm in Love with My Car" 10. "Get Down, Make Love" 11. "Need Your Loving Tonight" (відкинута після 8 грудня 1980) 12. "Save Me" 13. "Now I'm Here" 14. "Dragon Attack" 15. "Now I'm Here" 16. "Fat Bottomed Girls" (додана 30 листопада 1980) 17. "Love of My Life" 18. "Keep Yourself Alive" 19. Drum solo 20. Guitar solo 21. "Battle Theme" 22. "Flash" (додано 6 грудня 1980) 23. "The Hero" (додано 29 листопада 1980) 24. "Brighton Rock" (відкинута після 9 грудня 1980) 25. "Crazy Little Thing Called Love" 26. "Bohemian Rhapsody" 27. "Tie Your Mother Down" Виступ на біс: 1. "Another One Bites the Dust" 2. "Sheer Heart Attack" Виступ на біс: 1. "We Will Rock You" 2. "We Are the Champions" 3. "God Save the Queen" Інші пісні: 1. "Imagine" (виконана 9, 14, 16 і 18 грудня) | Японія 1. Intro 2. "Jailhouse Rock" (відкинута після 16 лютого) 3. "We Will Rock You" 4. "Let Me Entertain You" 5. "Play The Game" 6. "Mustapha" 7. "Death on Two Legs" 8. "Killer Queen" 9. "I'm In Love With My Car" 10. "Get Down Make Love" 11. "Rock It (Prime Jive)" (додано 16 лютого) 12. "Save Me" 13. "Now I'm Here" 14. "Dragon Attack" 15. "Now I'm Here" (реприз) 16. "Fat Bottomed Girls" (тільки 12 лютого) 17. "Love of My Life" 18. "Keep Yourself Alive" 19. Drum/Guitar Solo 20. "Vultan's Theme" (додано 13 лютого) 21. "Battle Theme" 22. "Flash" 23. "The Hero" 24. "Crazy Little Thing Called Love" 25. "Bohemian Rhapsody" 26. "Tie Your Mother Down" Виступ на біс: 1. "Another One Bites The Dust" 2. "Sheer Heart Attack" Виступ на біс: 1. "We Will Rock You" 2. "We Are The Champions" 3. "God Save The Queen" Інші пісні: 1. "Need Your Loving Tonight" (13 лютого) 2. "Teo Torriate" (17 і 18 лютого) 3. "The Millionaire Waltz" (вступ тільки 18 лютого) | Латинська Америка 1. Intro 2. "We Will Rock You" 3. "Let Me Entertain You" 4. "Play The Game" 5. "Somebody To Love" 6. "I'm In Love With My Car" 7. "Get Down Make Love" 8. "Need Your Loving Tonight" (відкинута після 25 вересня) 9. "Save Me" 10. "Now I'm Here" 11. "Dragon Attack" 12. "Now I'm Here" 13. "Fat Bottomed Girls" 14. "Love Of My Life" 15. "Keep Yourself Alive" 16. Drum/Guitar Solos 17. "Flash" 18. "The Hero" 19. "Crazy Little Thing Called Love" 20. "Bohemian Rhapsody" 21. "Tie Your Mother Down" Виступ на біс: 1. "Another One Bites The Dust" 2. "Sheer Heart Attack" Виступ на біс: 1. "We Will Rock You" 2. "We Are The Champions" 3. "God Save The Queen" Інші пісні: 1. "Mustapha" (28 лютого і 21 березня) 2. "Death on Two Legs" (28 лютого і 21 березня) 3. "Killer Queen" (28 лютого і 21 березня, 25 вересня, 9 жовтня, 17 жовтня) 4. "Jailhouse Rock" (8 березня і 18 жовтня) 5. "Rock It (Prime Jive)" (28 лютого і 21 березня) 6. "Back Chat" (бас-лінія тільки 9 жовтня) |

Rock Montreal
1. Intro
2. «We Will Rock You»
3. «Let Me Entertain You»
4. «Play the Game»
5. «Somebody to Love»
6. «Killer Queen»
7. «I'm In Love With My Car»
8. «Get Down, Make Love»
9. «Save Me»
10. «Now I'm Here»
11. «Dragon Attack»
12. «Now I'm Here»
13. «Love Of My Life»
14. «Under Pressure»
15. «Keep Yourself Alive»
16. Drum/Guitar Solos
17. «Flash»
18. «The Hero»
19. «Crazy Little Thing Called Love»
20. «Bohemian Rhapsody»
21. «Tie Your Mother Down»

Виступ на біс:
1. «Another One Bites the Dust»
2. «Sheer Heart Attack»
3. «Jailhouse Rock»

Виступ на біс:
1. «We Will Rock You»
2. «We Are The Champions»
3. «God Save The Queen»

## Музиканти
- Фредді Мерк'юрі — головний вокал, піаніно, гітара («Crazy Little Thing Called Love»), бубон
- Браян Мей — гітара, бек-вокал, піаніно
- Роджер Тейлор — ударні, головний вокал («I'm in Love With My Car»), бек-вокал
- Джон Дікон — бас-гітара, додатковий вокал